# Тополёк мой в красной косынке (фильм, 2018)
«Тополёк мой в красной косынке» (узб. Sarviqomat dilbarim) — узбекский и киргизский художественный драма 2018 года режиссёра Сарвара Каримова. Снято по произведению Чингиза Айтматова «Тополёк мой в красной косынке».
Премьера фильма в Узбекистане состоялась 17 ноября 2018 года. Премьера фильма в Кыргызстане состоялась 5 декабря. Мировая премьера состоялась 10 декабря 2018 года.

## Сюжет
Водитель грузовика Ильяс и обычная деревенская девушка Асаль влюбились друг в друга с первой встречи. Но сможет ли их любовь выдержать удары жизни?

## В ролях
- Адиз Раджабов — Ильяс
- Мадина Талипбек — Асаль
- Улугбек Кадыров — Бойтемир
- Элина Абай қизи — Хадича
- Бобур Юлдошев — Алибек
- Джурабек Орзиев — Жонтой
- Матякуб Матчанов — директор
- Нигора Каримбоева — Терговчи
- Алишер Узаков — Шоир

## Создание
Перед началом работы над фильмом в сентябре 2017 года в Ташкенте прошла международная научно-практическая конференция по произведению Чингиза Айтматова «Тополёк мой в красной косынке», на которой было объявлено о начале работы над сценарием фильма.
На конференции литературные ценители и ученые Узбекистана и Кыргызстана адаптировали к современным событиям произведение «Тополёк мой в красной косынке», написанное в 1967 году.
В целях обеспечения реализации решения Президента Республики Узбекистан от 2 апреля 2018 года «О широком праздновании 90-летия со дня рождения великого писателя и общественного деятеля Чингиза Айтматова» данный фильм был заказан для создания Национальному агентству «Узбеккино», «Студии молодёжного творческого опыта» ДУК (Узбекистан) и ДАН. Снято продюсерским центром (Кыргызстан) в 2018 году.

## Съёмочная группа
- Режиссёр-постановщик: Сарвар Каримов
- Авторы сценария: Сарвар Каримов, Керез Зарлыкова, Чингиз Айтматов
- Оператор-постановщик: Иззатилла Лутфуллаев
- Художник-постановщик: Акмал Саидов
- Композитор: Джалолхон Сайфуллаев
- Художники по костюмам: Севара Зуннунова
- Художник по гриму: Шероза Хожиева (Саидазизова)
- Ассистенты режиссёра по реквизиту: Мехрубон Ализода
- Режиссёр по планированию: Муаттар Мирражабова
- Режиссёры монтажа: Сарвар Каримов
- Звукорежиссёр: Дониёр Аагзамов
- Второй оператор: Сардор Анваров
- Технический директор: Хуршид Хошимов
- Директор фильма: Ибрагим Саиджабборов

## Постпродакшн
Музыку к фильму «Тополёк мой в красной косынке» написал Джалолхон Сайфуллаев. Звукорежиссёр Улугбек Абдусагатов. Комплекс звукового пост-продакшна компании СинеЛаб Dolby Digital 5.1. В фильме использовались песни известного исполнителя 90-х Акбарали Очилова.

## Награды и номинации
| Премия            | Категория                  | Номинанты                     | Итог      |
| ----------------- | -------------------------- | ----------------------------- | --------- |
| MY5 (2018)        | Лучший актёр года          | Адиз Раджабов                 | Победа    |
| MY5 (2018)        | Лучший фильм               | Тополёк мой в красной косынке | Победа    |
| Ehtirom (2018)    | Самый активный актёр года  | Адиз Раджабов                 | Победа    |
| PROlogue-2018     | Лучшая актриса             | Мадина Талипбек               | Победа    |
| Oltin Humo (2018) | Лучшая режиссерская работа | Сарвар Каримов                | Номинация |
| Oltin Humo (2018) | Лучший сценарий года       | Сарвар Каримов                | Номинация |
| Oltin Humo (2018) | Лучший актёр года          | Адиз Раджабов                 | Номинация |
| Oltin Humo (2018) | Лучшая актриса года        | Мадина Талипбек               | Номинация |